# Parc national Veluwezoom
Le parc national Veluwezoom est une réserve naturelle de 5 000 hectares sur la Veluwe dans la province de Gueldre aux Pays-Bas. Fondé en 1930, ce parc est le plus ancien parc national des Pays-Bas. Il a une superficie de 50 kilomètres carrés à l’extrémité sud-est de la Veluwe, un complexe de moraines. Il a un relief prononcé selon les normes néerlandaises, avec le point culminant du parc à 110 mètres d’altitude. Il s’agit d’un parc national privé, propriété de l'association Vereniging Natuurmonumenten, la plus grande organisation de conservation de la nature aux Pays-Bas.

## Description
Le paysage du parc se compose de forêts et de landes de bruyères, maintenues ouvertes par le pâturage du bétail des Highlands, et d’une petite dérive de sable, qui est maintenue ouverte par l’entretien humain. La faune indigène est représentée par le cerf élaphe, le sanglier, le blaireau et la martre des pins, rare dans la région.

## Galerie

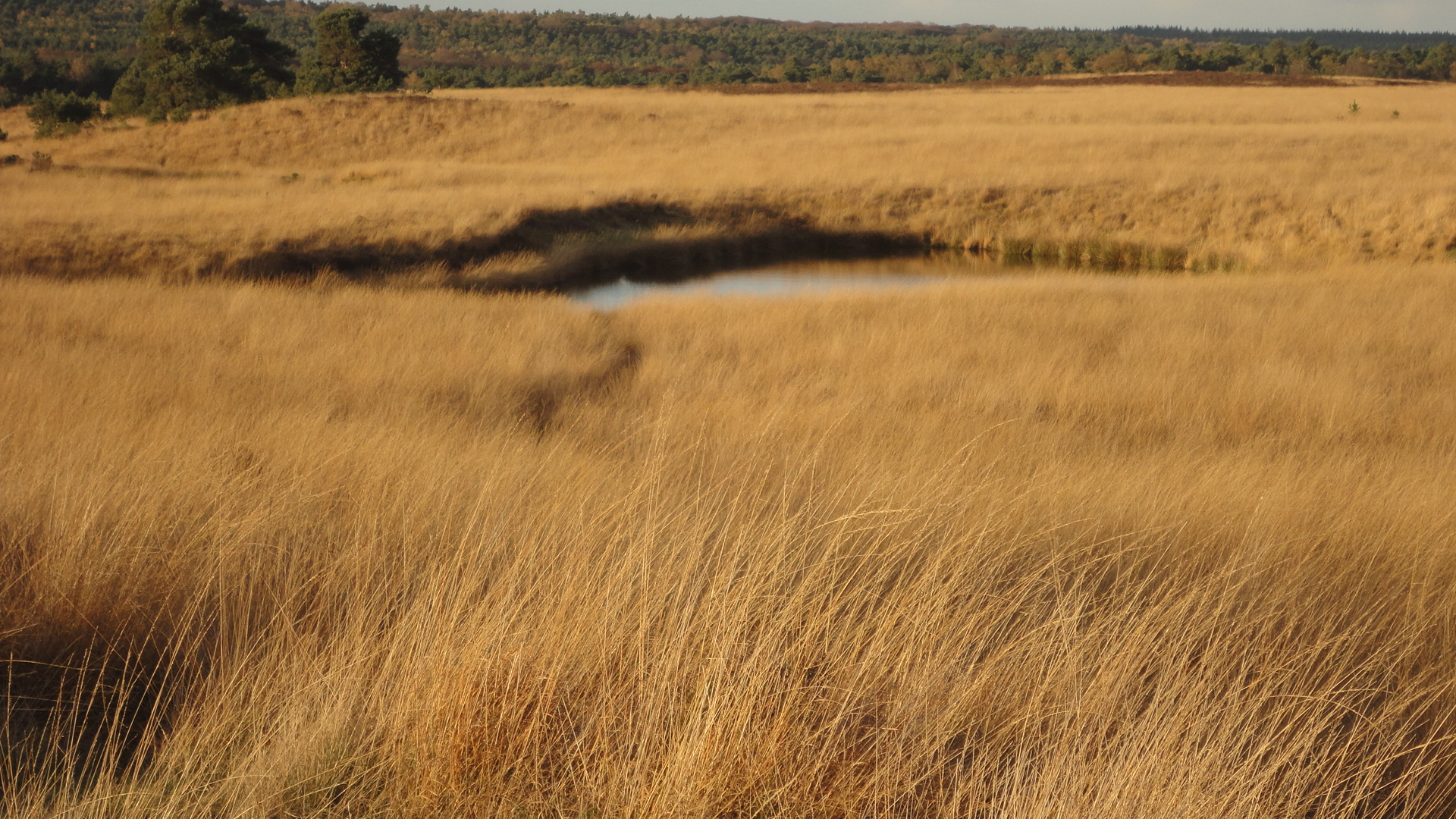
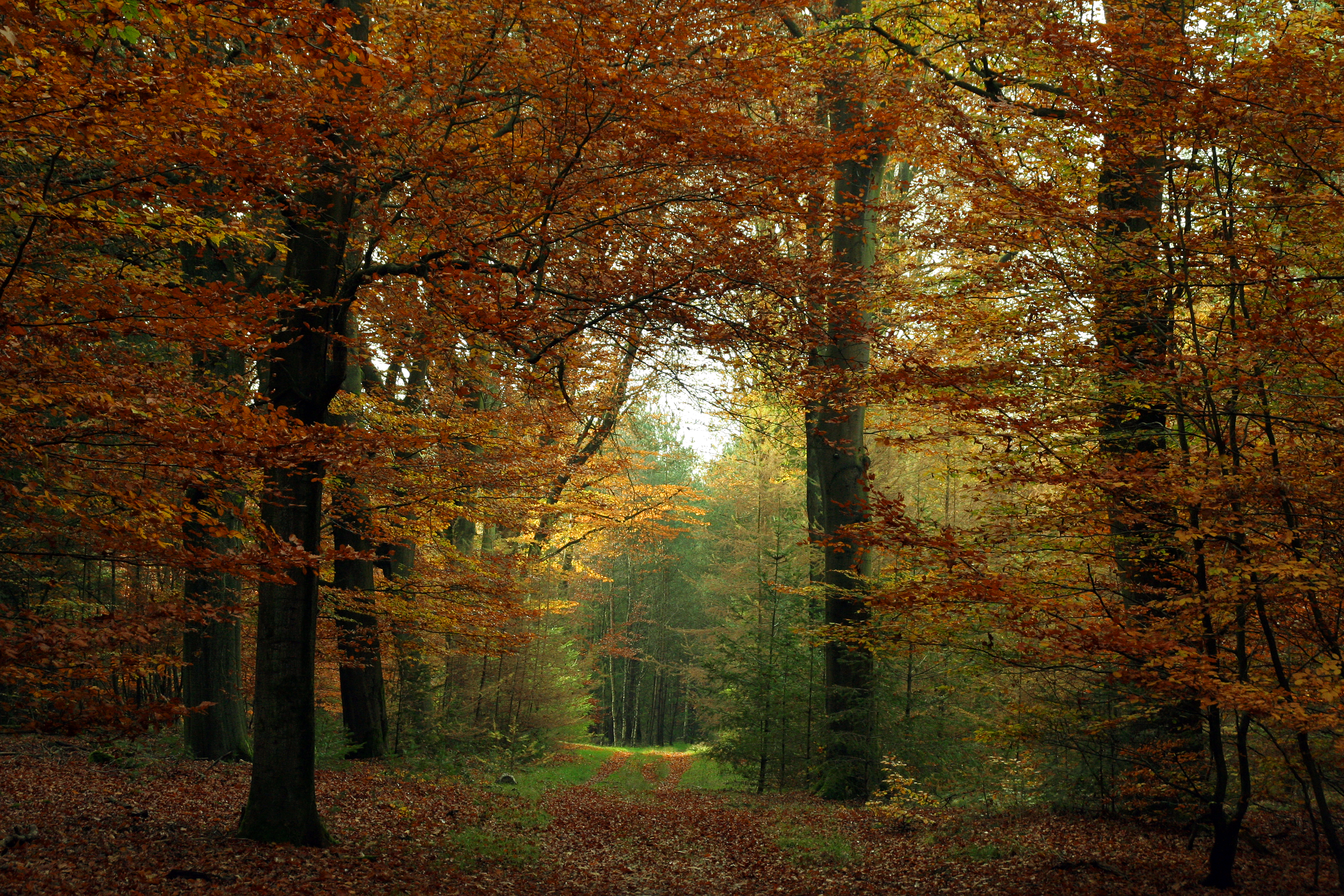
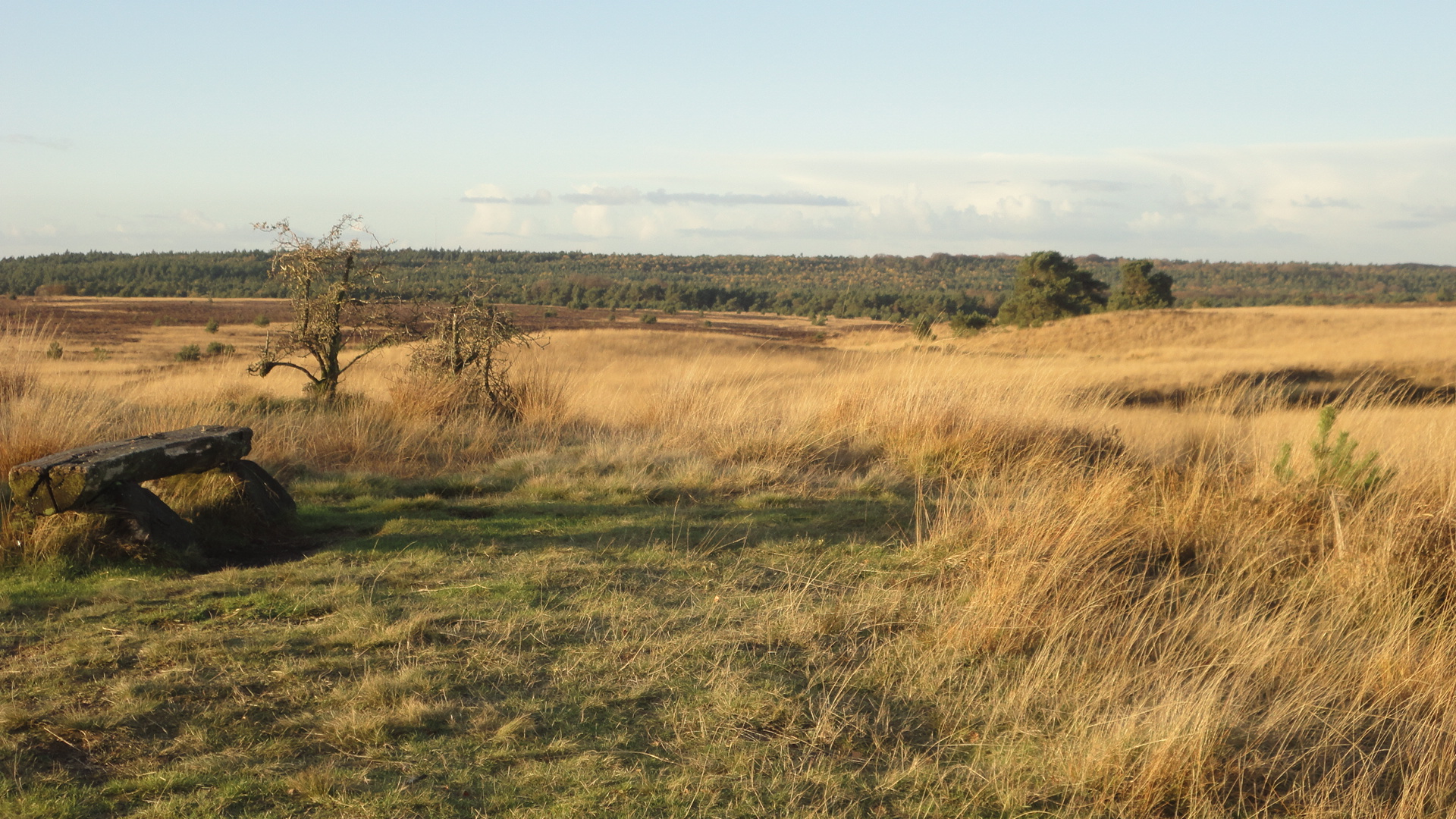
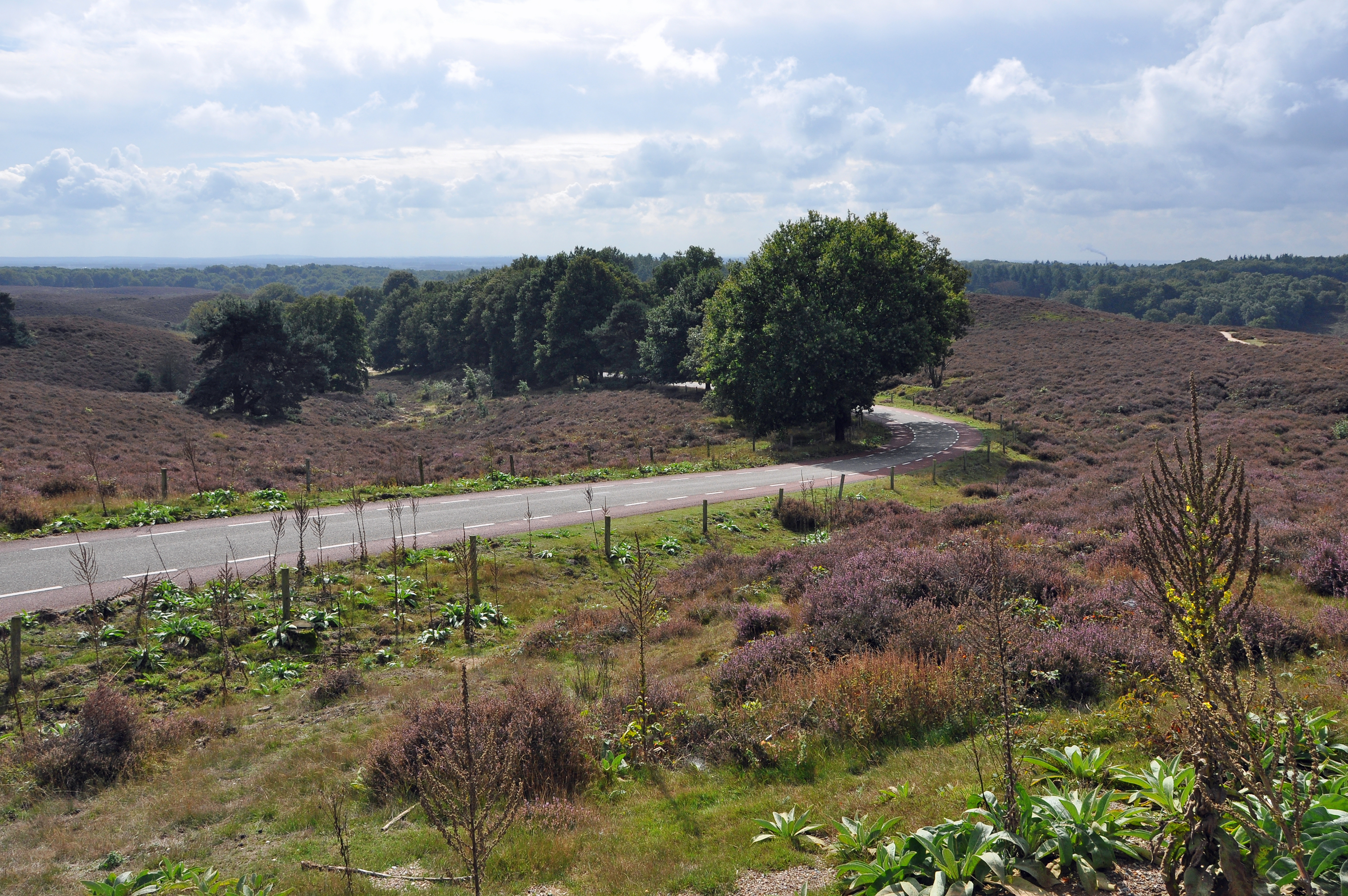
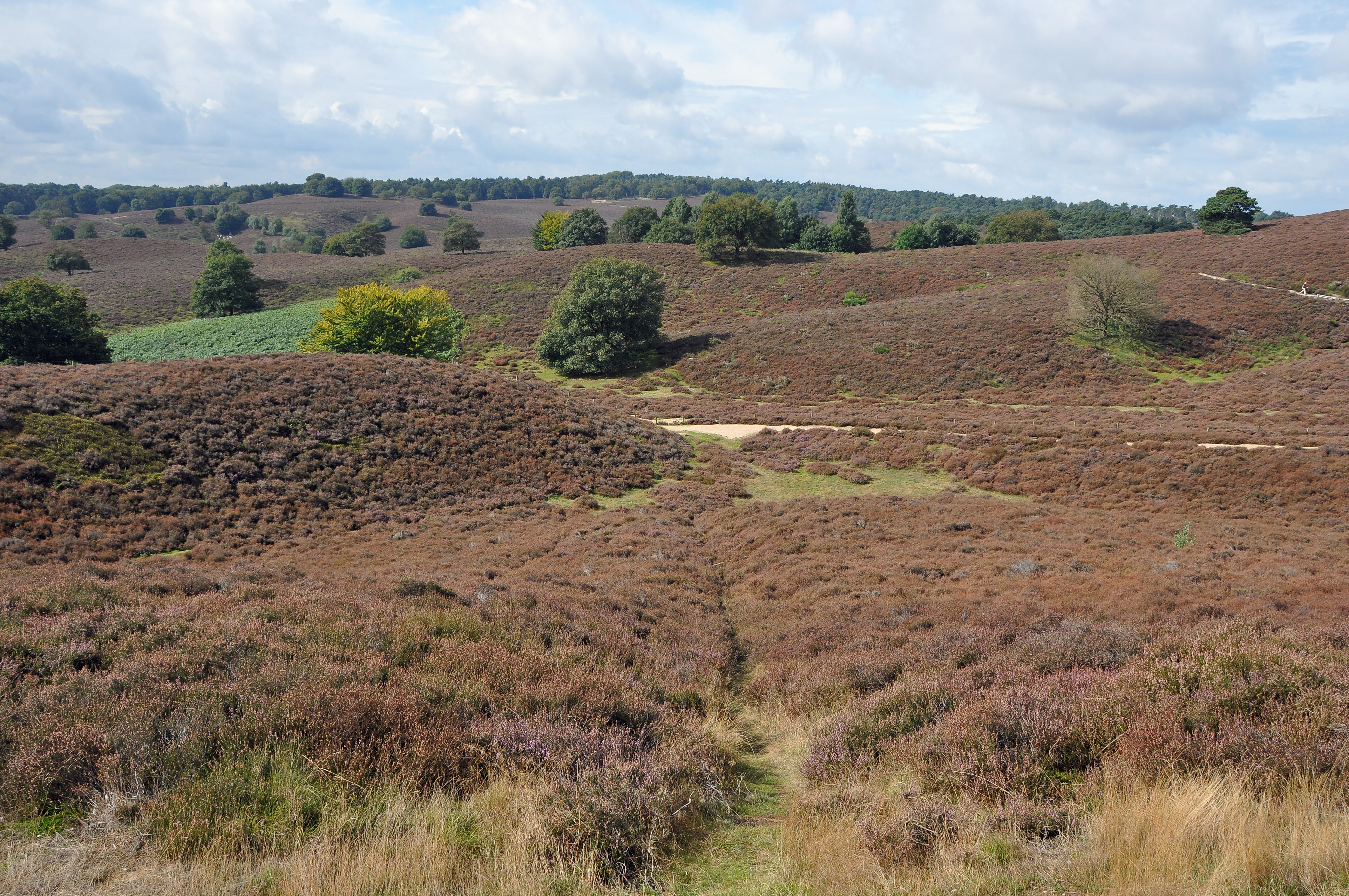
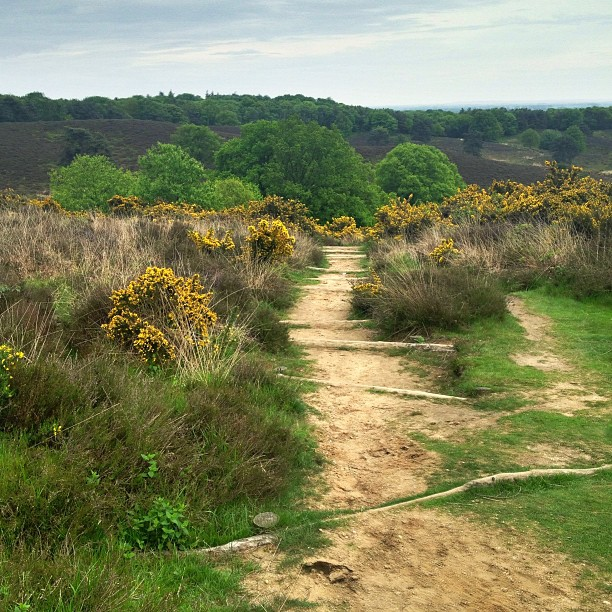
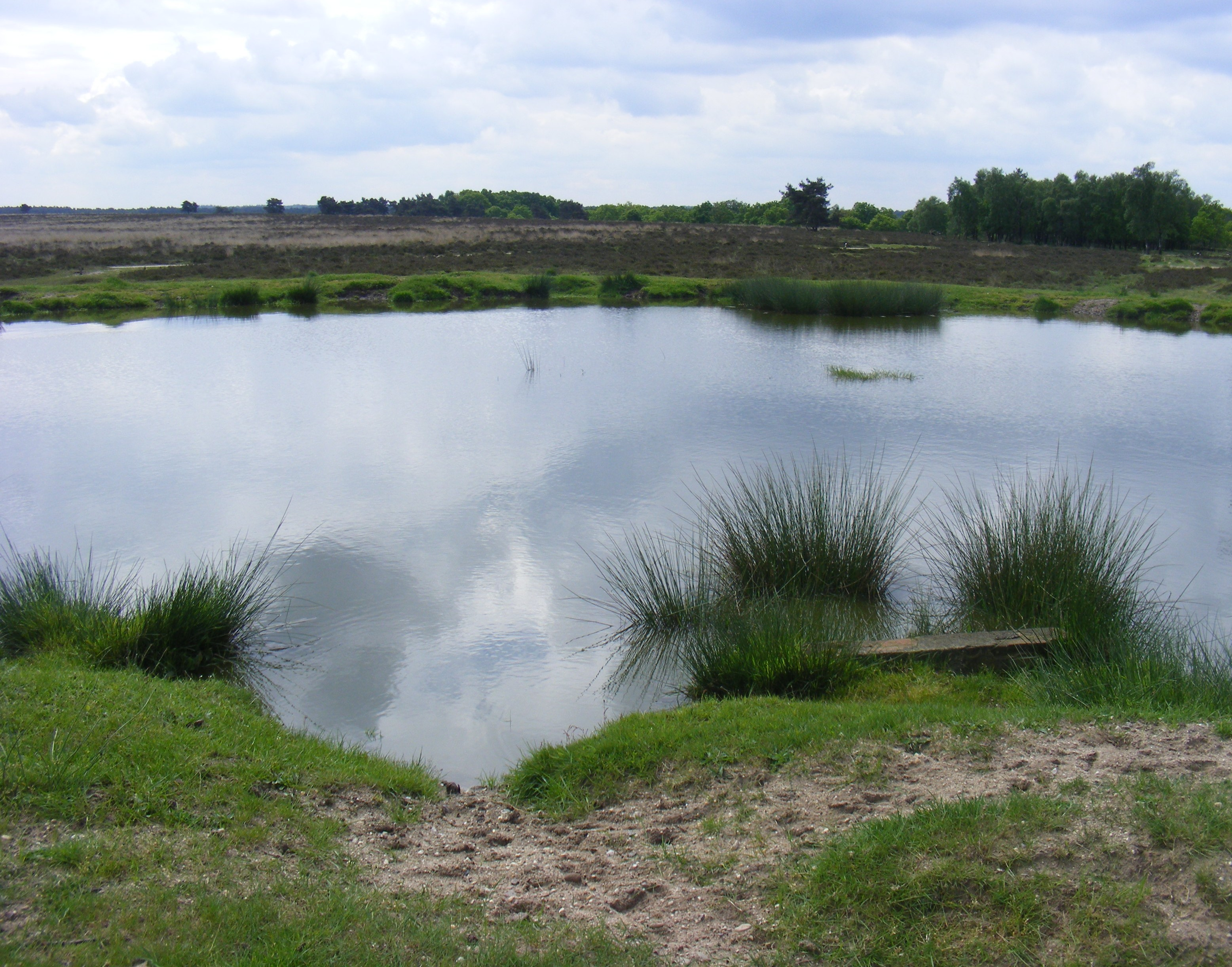
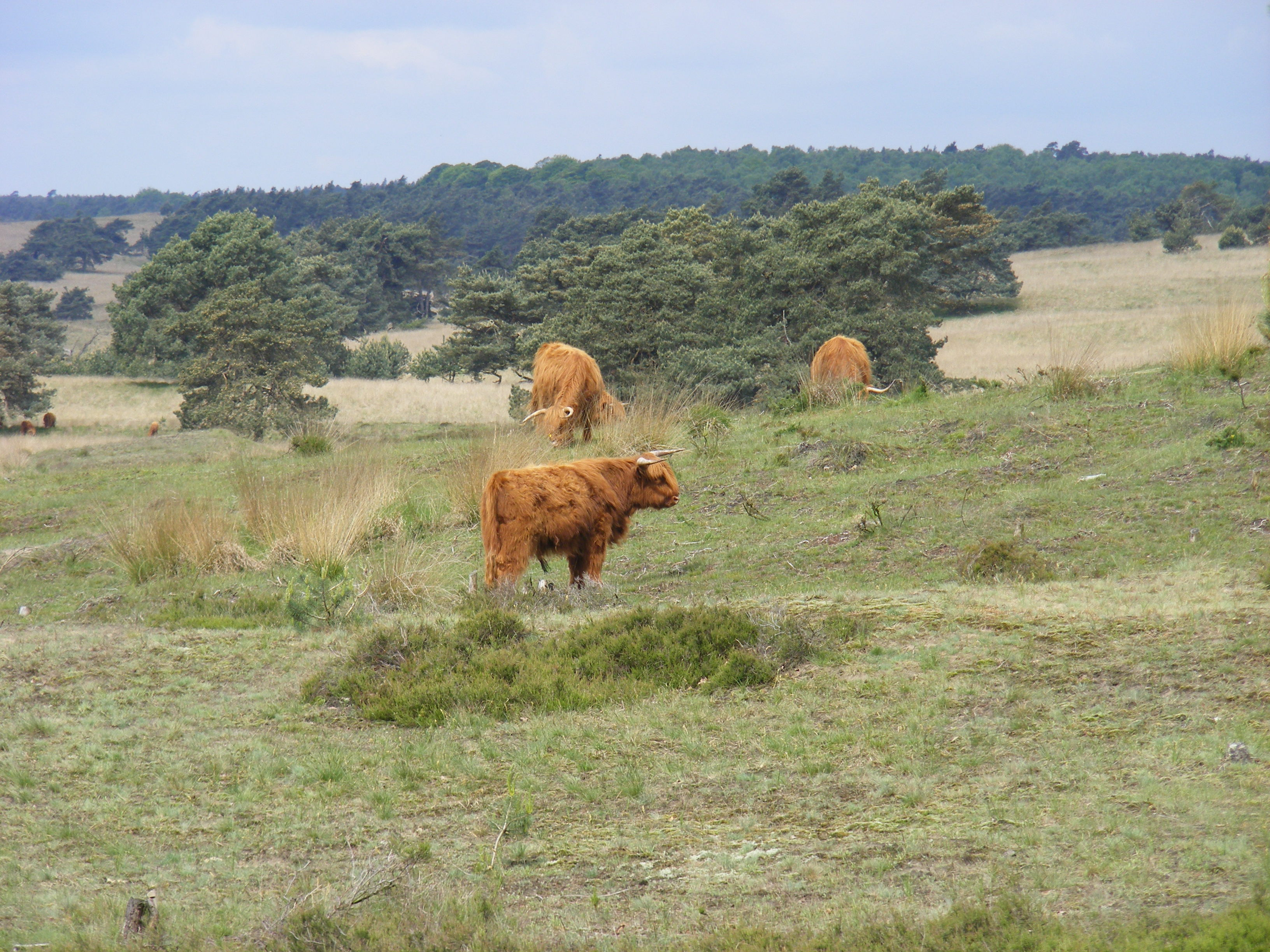
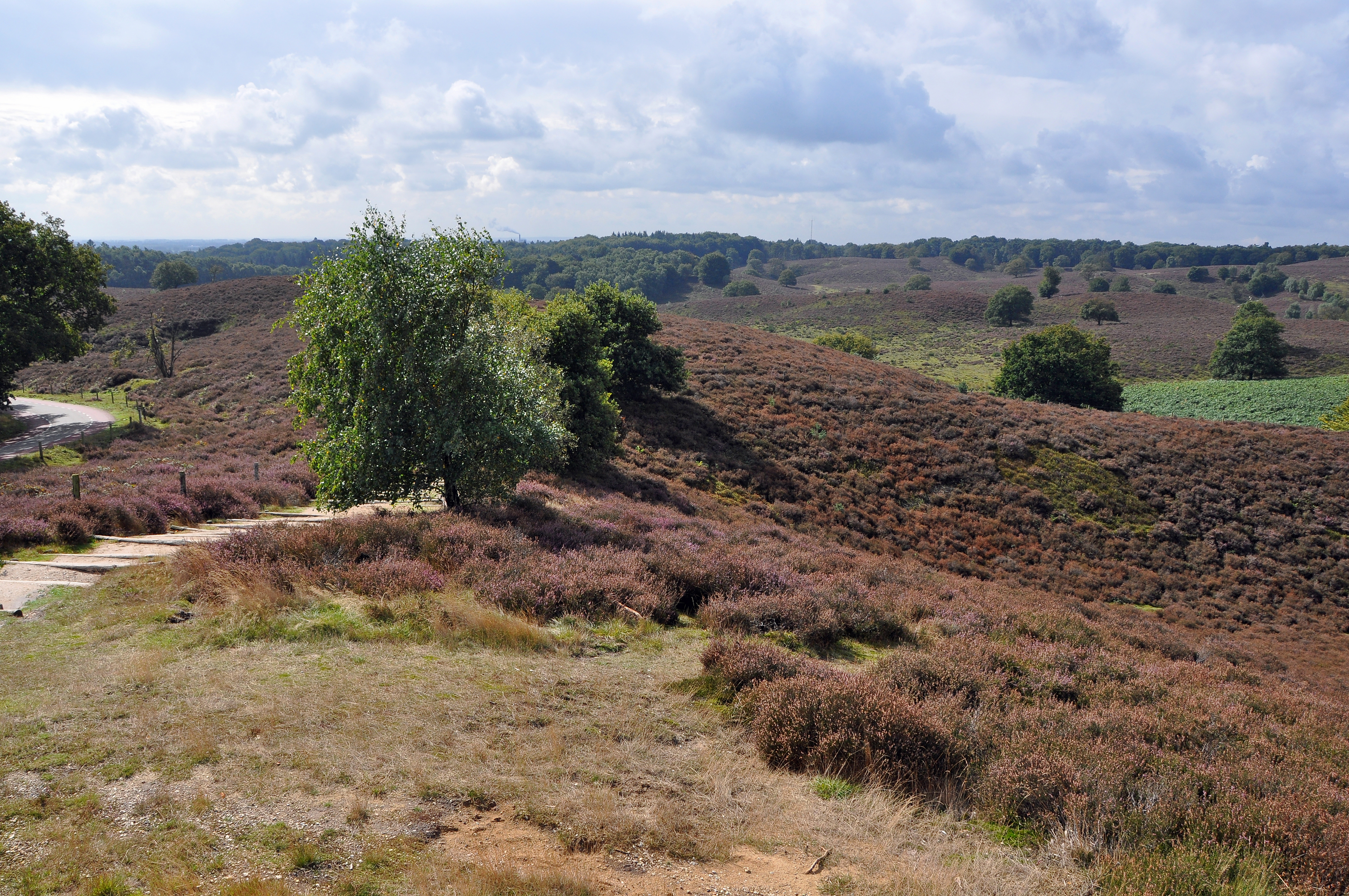